# Crixus
Crixus, auch Krixos, († 72 v. Chr.) war einer der Anführer der Sklaven im Dritten Sklavenkrieg (auch bekannt als Spartacus-Aufstand).
Vermutlich war Crixus Gallier. Sein Name wurde aus dem Gallischen als „Der Lockenköpfige“ interpretiert. Es wird vermutet, dass er für die Allobroger gegen die Römer gekämpft habe. Nach seiner Gefangennahme wurde er ebenso wie Spartacus in Capua zum Gladiator  ausgebildet. Crixus ist der bekannteste Mitstreiter von Spartacus. In Literatur und Film wurde er oft als treuer Freund von Spartacus dargestellt.
Nach dem erfolgreichen Auftakt des Sklavenaufstandes mit mehreren Siegen über römische Truppenverbände kam es möglicherweise zum Streit bzw. zu Meinungsverschiedenheiten zwischen Spartacus und Crixus. Jedenfalls trennten sie sich. Während Spartacus vermutlich zurück in die Heimatländer der Sklaven auf dem Balkan bzw. nach Gallien und Germanien aufbrechen wollte, soll Crixus einen Verbleib in Italien (mit Plünderungen und Überfällen auf römische Ortschaften) vorgezogen haben. Während die Mehrzahl der Sklaven mit Spartacus zog, folgten 20.000–30.000 Aufständische Crixus. Sie wurden im Frühjahr 72 v. Chr. von römischen Einheiten unter Lucius Gellius Publicola vernichtend geschlagen. Bei der späteren Bestattung von Crixus zwang Spartacus 300 römische Kriegsgefangene als Gladiatoren nach Art der Römer vor den entflohenen Sklaven (von denen viele ehemals zum Kampf als Gladiatoren gezwungen worden waren) gegeneinander zu kämpfen.

## Film
In Spartacus (1960) verkörperte John Ireland, in Spartacus (2004) Paul Kynman die Rolle des Crixus. In der Fernsehserie Spartacus aus dem Jahr 2010 wird er von Manu Bennett dargestellt.